# Beke Manó-emlékdíj
A Beke Manó-emlékdíj a Bolyai János Matematika Társulat emlékdíja.
A matematikai gondolkodásra nevelés és a matematikát népszerűsítő munka elismerése céljából a Bolyai János Matematikai Társulat emlékdíjat alapított, melyet Beke Manó tudósról nevezett el. A díjat először 1951-ben adták át. A díj I. és II. fokozatából évente összesen hét díj ítélhető oda. Az I. fokozatból legfeljebb egy adható, és ez a fokozat nem megosztható. A II. fokozat indokolt esetben megosztva is kiadható több személynek is.

## Díjazottak
- Beke Manó-emlékdíjasok listája